# Angelika Stucke
Angelika Stucke (* 4. Juli 1960 in Eddinghausen) ist die Autorin einer Krimireihe, die in ihrer Heimat, dem Leinebergland spielt.
Nach einem Studium der Sozialpädagogik an der Universität Kassel arbeitete Angelika Stucke kurzzeitig als Sozialarbeiterin. Mit Hilfe eines Stipendiums der Carl-Duisberg-Gesellschaft begann sie mit dem Schreiben. Seit 1987 ist sie freie Autorin und lebt in Spanien.
In den bisher von ihr erschienenen Romanen ermittelt eine ambulant arbeitende Fußpflegerin zusammen mit den Bewohnern eines niedersächsischen Altenheims. Mit Kaltmond startete die Autorin außerdem eine historische Romanreihe, in der ein mittelalterlicher Schöffe zusammen mit seiner Köchin ermittelt.

## Veröffentlichungen
- Gute Motive. Bookspot, 2005. ISBN 3-937-35710-6.
- Gute Gründe. Bookspot, 2006. ISBN 3-937-35716-5.
- Gute Argumente. Bookspot, 2007. ISBN 3-937-35720-3.
- Gute Absicht. Bookspot, November 2007. ISBN 978-3-937357-28-7.
- Gute Besserung. Bookspot, November 2008. ISBN 978-3-937357-34-8.
- Beste Motive. Bookspot, November 2009. ISBN 978-3-937357-38-6.
- Kaltmond. Leda, Juni 2011. ISBN 978-3-939689-50-8.
- Hasentod. zu Klampen, Februar 2012. ISBN 978-3-866741-62-1.
- Brunftzeit. zu Klampen, März 2013. ISBN 978-3-86674-222-2.